# Bibliotheca Zriniana

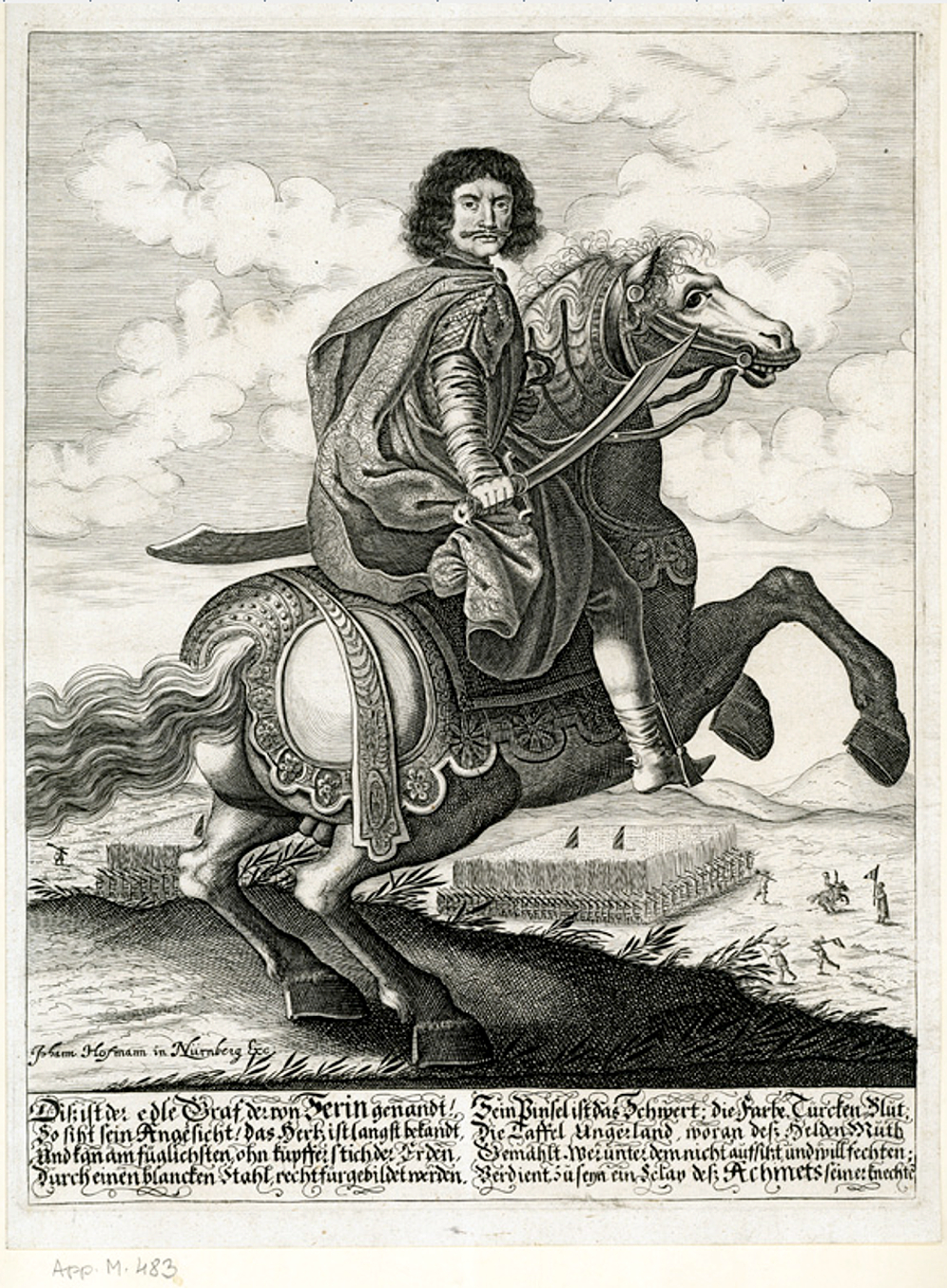
Graf Nikolaus Zrinski, Kupferstich von Johannes Hoffmann

Die Bibliotheca Zriniana ist die berühmte Büchersammlung des kroatischen Banus Nikolaus Zrinski aus dem 17. Jahrhundert. Gegründet wurde sie in Čakovec, dem damaligen Hauptsitz des Adelsgeschlechts Zrinski, wobei 1662 als ihr Gründungsjahr gilt, als ihr Inhaber den Sachkatalog konzipierte und drucken ließ. Später wurde sie mehrmals umgezogen und blieb viele Jahre außerhalb Kroatiens, wurde aber schließlich 1892 in Wien aufgekauft und nach Zagreb gebracht, wo sie heute, großteils erhalten, in der kroatischen National- und Universitätsbibliothek Zagreb untergebracht ist.

## Geschichtlicher Überblick
Die Renaissance-barocke Bibliothek in Čakovec begann sich noch im 16. Jahrhundert zu formieren, nämlich seit der Zeit der Vorfahren von Nikolaus Zrinski (1620–1664). Höchstwahrscheinlich begann dieser Prozess seit seinem Urgroßvater Nikola IV. (1508–1566), später seinem Großvater Juraj (Georg) IV. (1549–1603), seinem Onkel Nikola VI. (um 1570–1625) und Vater Juraj V. (1599–1626), doch wurde die Bibliothek erst 1662 katalogisiert. Der Katalog trug den Titel Catalogus omnium librorum bibliothecae chaktorniensis excellentissimi atque illustrissimi domini comitis Nicolai a Zrinio bani. Anno Domini 1662. die 10 octobris (übersetzt: „Katalog aller Bücher der Čakovecer Bibliothek des ausgezeichneten und glanzvollen Herrn Grafen Nikolaus Zrinski, Banus. Am 10. Oktober 1662“). Wie Prof. Zvonimir Bartolić, Präsident des Zweiges von Matica hrvatska (Matrix Croatica) in Čakovec, im Ausstellungskatalog bei der Ausstellung der Zriniana 2008 in Čakovec erwähnte, betrug die Zahl der Bücher damals über 500 Exemplare, und zwar 431 gelistete Bücher im Catalogus…, dazu kamen ungefähr 100 Bände die nicht darin eingetragen waren. Alle erfassten Bücher waren in elf thematische Gruppen aufgeteilt.
Nach dem Tod von Nikolaus Zrinski im Jahr 1664 wurde dessen Bibliothek von seiner Frau Maria Sofia geb. Löbl († 1676) und seinem minderjährigen Sohn Adam (1662–1691) übernommen. Während der turbulenten Jahre der Magnatenverschwörung zogen sich die beiden aus der Burg Čakovec zuerst nach Varaždin zurück, dann nach Virovitica und schließlich nach Wien. Dabei nahmen sie die Bibliothek mit und damit wurde die Zriniana vor der Gefahr geschützt, geplündert zu werden, als die Magnatenverschwörung gewaltsam beendet wurde.
Da Adam Zrinski 1691 in der Schlacht bei Slankamen erschossen wurde, heiratete seine Witwe Maria Katarina geb. Lamberg erneut, und zwar den Grafen Maximilian Arnošt II. Vlašim aus dem mährischen Vöttau (Bitov in heutigen Tschechien). Zrinskis Bibliothek blieb für fast zwei Jahrhunderte in der dortigen Burg Bítov. Beinahe vergessen in einem Nebenzimmer untergebracht, wurde sie erst 1873 wieder „entdeckt“. Nach dem Tod des Eigentümers Heinrich Daun 1890 sollte sie verkauft werden und wurde wenig später als Erbe der Nachkommen dem Wiener Antiquar Samuel Kende verkauft. Dieser erstellte und publizierte eine gründliche Beschreibung der Bibliotheca Zrinyiana in deutscher Sprache (Wien, 1893), die er den wichtigsten ungarischen Bibliotheken als Auktionskatalog zusandte.
Obwohl ungarische Bibliotheken am Ankauf der Sammlung interessiert waren, reagierte die damalige kroatische Landesregierung schneller und geschickter und kaufte sie 1892/93 für 12.000 Forint. Die Zriniana wurde daraufhin von Wien nach Zagreb befördert und in der damaligen Kroatischen Königlichen Universitätsbibliothek untergebracht. Später wurde sie ein Teil der heutigen National- und Universitätsbibliothek Zagreb.

## Bücherbestand
Seit ihrer Einrichtung wurde die Bibliotheca Zriniana immer weiter ergänzt, bzw. ihr Bücherbestand wechselte. Das Erbe von Nikolaus Zrinski wurde zuerst mit den Büchern seines Bruders Petar (1621–1671), der Schwägerin Katarina († 1673) und des Sohnes Adam erweitert. Gemäß einigen Untersuchungen wurde festgestellt, dass 95 Bücher früher den Ehepartnern Petar und Katarina Zrinski gehörten, sowie 45 Bücher Adam. Einige Quellen sprechen vom Adams Erbe, das insgesamt sogar über 800 Bücher enthalten haben soll. Der heutige Bestand beinhaltet 424 sog. Signaturen, und zwar ausschließlich gedruckte Bücher, d. h. ohne die 29 Manuskripte, die sich unter separaten Signaturen finden.
Nach den jüngsten, langjährigen Untersuchungen haben kroatische und ungarische Bibliothekare und Historiker festgestellt, dass der gesamte Bücherbestand der Bibliotheca Zriniana 731 bibliothekarische Einheiten umfasst, wobei sich der größte Teil in Zagreb befindet. Der Rest ist in verschiedenen Bibliotheken und Archiven Europas verstreut.
Neben den von seinen Ahnen geerbten Büchern ergänzte Nikolaus Zrinski seine Familienbibliothek durch solche aus verschiedenen Quellen, die in vielen renommierten Buchdruckereien in Mittel- und Westeuropa gedruckt wurden, wie Wien, Paris, Venedig, Bologna und Rom bis Antwerpen und Amsterdam, einschließlich Frankfurt, Köln und Straßburg. Die Bücher sind meist in Latein verfasst, aber auch in Italienisch, Deutsch, Kroatisch, Ungarisch, Französisch usw.
In der heutigen Sammlung, aufbewahrt in der National- und Universitätsbibliothek Zagreb (424 Einheiten), befinden sich die Werke der altgriechischen klassischen (z. B. Ilias und Odyssee) sowie der altrömischen Literatur (Valerius Maximus, Plinius der Ältere, Horaz, Vergil, Julius Caesar usw.), dann einige Exemplare der Bibel, die Werke der italienischen spätmittelalterlichen Schriftsteller (Ludovico Ariosto, Giovanni Boccaccio, Dante Alighieri, Francesco Petrarca), sowie Schriftsteller aus anderen Ländern (wie Francis Bacon oder Laurentius Beyerlinck) neben heimischen Autoren (Nikolaus Zrinski mit seiner „Sirene des Adriatischen Meeres“, Ana Katarina Frankopan-Zrinski mit ihrem „Putni tovaruš“ (Reisegefährten), Franjo Črnko mit der „Belagerung der Stadt Sigetvar“, Franjo Glavinić mit der „Geschichte von Trsat“, Mavro Orbini mit dem „Königreich der Slawen“ usw.). Besonders interessant ist die Sammlung von Gedichten des Papstes Urban VIII. (aus der Zeit vor seinem Papsttum), die Nikolaus Zrinski 1636 in Rom persönlich vom Autor erhalten hat.
Außer Belletristik besitzt die Bibliothek Zrinskis Bücher über Geschichte, Militärwesen, Philosophie, Wirtschaft, Geographie (einschließlich einigen Atlanten), Architektur usw.
Die Bibliothek birgt schließlich eine Reihe von Bänden mit Raritätswert, zu denen besonders die wertvollen Handschriften gehören. Eine von ihnen ist ein mit eigener Hand geschriebenes Epos, die „Sirene des Adriatischen Meeres“ des Besitzers der Bibliothek.
Zum Gedenken an die bedeutende Büchersammlung, die sich einst im Residenzschloss der Zrinskis in Čakovec befand, wurde die ehemalige sozialistische „Volksbibliothek und Lesesaal Čakovec“ beim Umzug ins neue Gebäude in den 1980er Jahren umbenannt und trägt seitdem den Namen Bibliothek „Nikola Zrinski“ Čakovec.

## Ausgewählte Titel

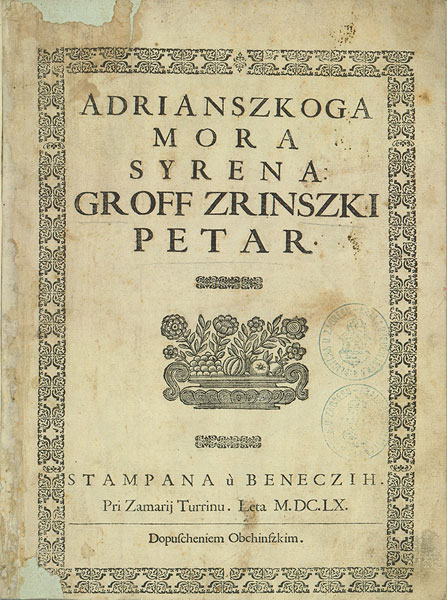
Petar Zrinski: „Adrianszkoga mora syrena/Sirene des Adriatischen Meeres“ (kroatische Übersetzung des Originals von Nikolaus Zrinski)
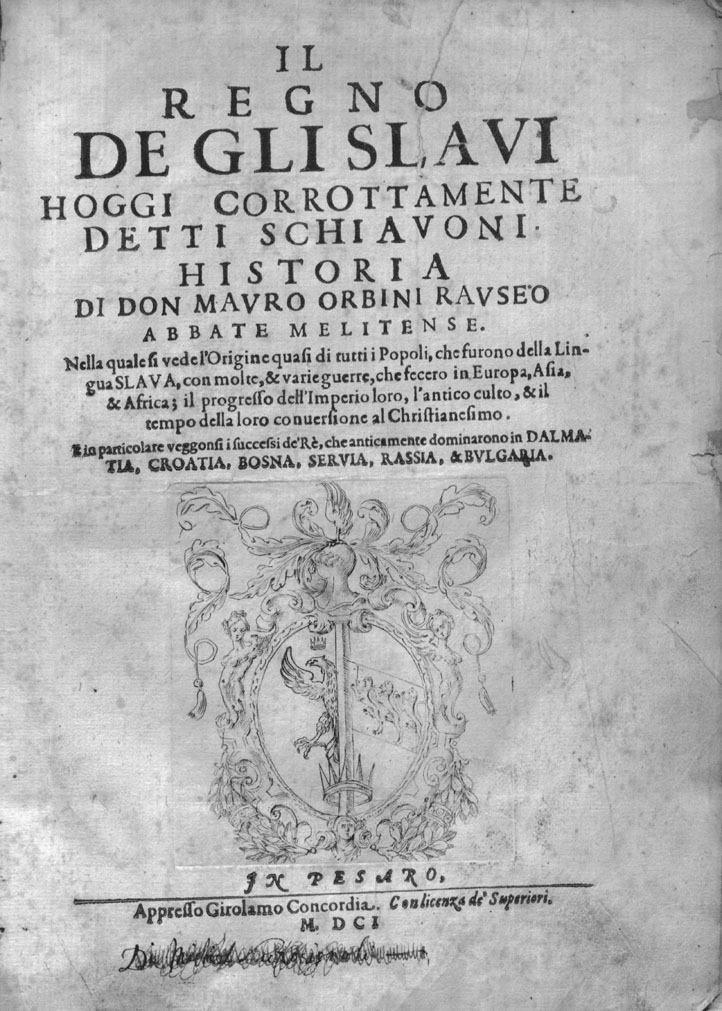
Mavro Orbini: „Il regno de gli Slavi/Königreich der Slawen“
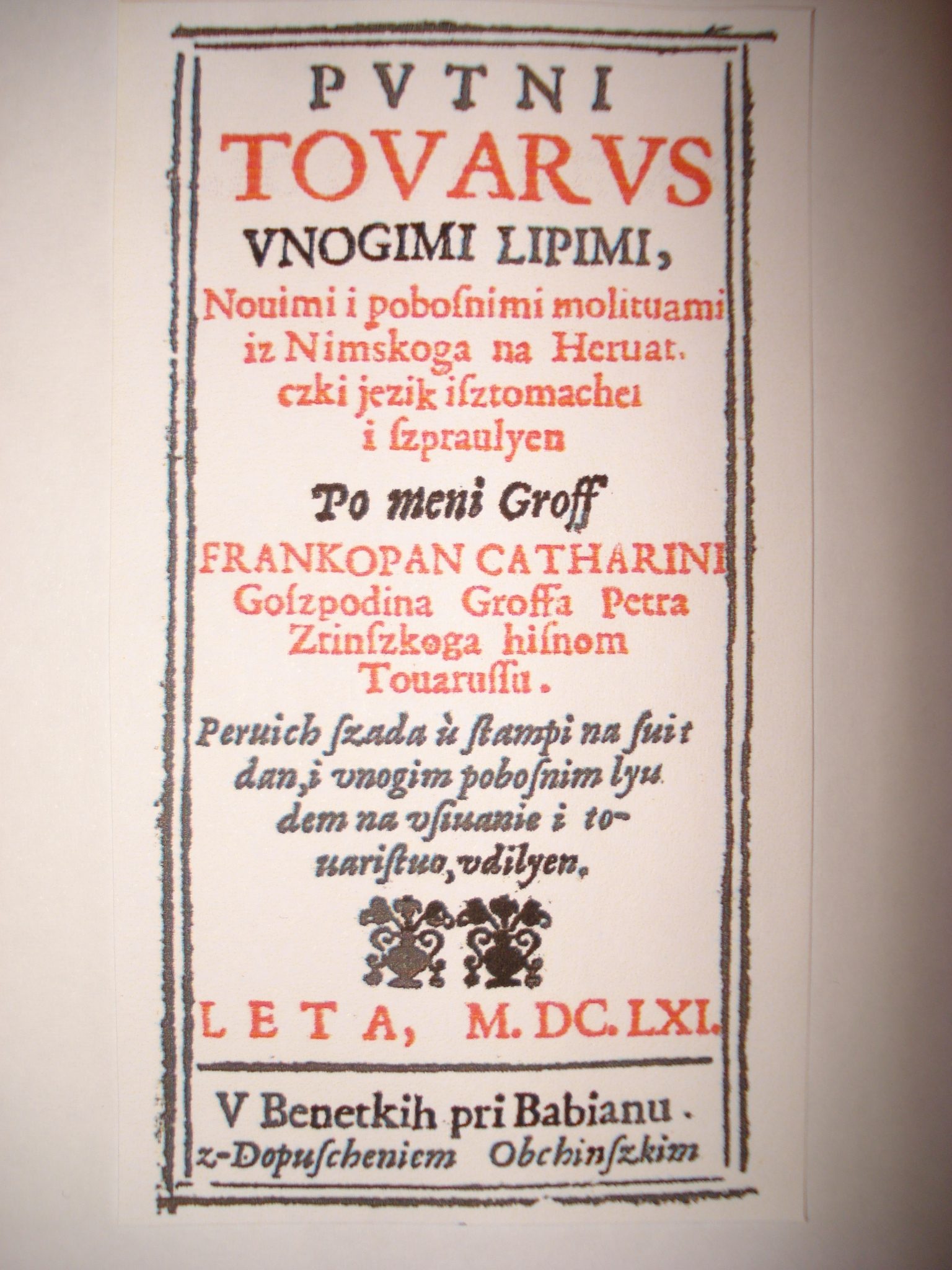
Ana Katarina Frankopan-Zrinski: „Putni tovaruš/Reisegefährte“